# Strážný vrch (Zákupská pahorkatina)
Strážný vrch (305 m n. m.) je vrch v okrese Česká Lípa Libereckého kraje, v CHKO České středohoří. Leží při východním okraji obce Horní Libchava na jejím katastrálním území.

## Popis vrchu
Je to suk ve tvaru nesouměrné kupy se třemi vrcholy tvořený subvulkanickou bazaltoidní brekcií a štěrkopískovou pokrývkou v širším obalu zpevněných svrchnokřídových sedimentů, převážně křemenných pískovců. Vrch leží na levém břehu potoka Libchavy v místě menšího průlomového údolí a soutoku s bezejmenným tokem od severovýchodu. U jihovýchodního úpatí leží na drobném přítoku Ptačí rybník. Vrch pokrývá listnatý a smíšený les.

## Geomorfologické zařazení
Vrch náleží do celku Ralská pahorkatina, podcelku Zákupská pahorkatina, okrsku Českolipská kotlina, podokrsku Dobranovská kotlina a Manušické části.

## Přístup
Vrch je snadno dostupný z Horní Libchavy. Na vrchol nevede žádná cesta. Lesní cesty vedou jen k úpatí ze severovýchodu. Jižně od vrchu, z bodu Horní Libchava – bus, vede žlutá turistická stezka) do směrů Manušice a Dolní Libchava.